# Parque Krakowski
El Parque Krakowski (en polaco: Park Krakowski) es un parque citadino de 12,5 acres (5,1 ha) situado en Cracovia, una localidad en el sur del país europeo de Polonia. El parque, creado en 1885, fue el modelo para parques similares en Viena. Se trata de un parque de la escultura contemporánea.
El Parque Krakowski se originó por iniciativa del concejal Stanisław Rehman. Se construyó sobre terrenos arrendados a los militares polacos. Fue un punto de destino popular entre muchos locales. Después de la Primera Guerra Mundial, su tamaño se redujo, debido al rápido desarrollo de bienes raíces.